# Моршинський провулок
Мо́ршинський прову́лок — провулок у Деснянському районі м. Києва, селище Биківня. Пролягає від Латвійської вулиці до Бобринецького провулку.

## Історія
Провулок виник у 50-ті роки XX століття під назвою 835-та Нова вулиця. 1953 року отримав назву Кисловодський провулок, на честь міста Кисловодськ у Росії. 
Сучасна назва на честь міста Моршин — з 2022 року.